# Certeze
Certeze es una comuna ubicada en el distrito de Satu Mare, Rumania.

## Superficie
Posee una superficie de 101,3 kilómetros cuadrados.

## Demografía
Hasta 2021 la población era de 5646 habitantes, con una densidad de población de 55,72 habitantes por kilómetro cuadrado.